# Martusivka, Borîspil
Martusivka (în ucraineană Мартусівка) este o comună în raionul Borîspil, regiunea Kiev, Ucraina, formată numai din satul de reședință.

## Demografie
Componența lingvistică a comunei Martusivka
     Ucraineană (96,09%)
     Rusă (3,81%)
     Alte limbi (0,1%)
Conform recensământului din 2001, majoritatea populației comunei Martusivka era vorbitoare de ucraineană (96,09%), existând în minoritate și vorbitori de rusă (3,81%).